# Sury-près-Léré
Sury-près-Léré is een gemeente in het Franse departement Cher (regio Centre-Val de Loire) en telt 558 inwoners (2005). De plaats maakt deel uit van het arrondissement Bourges.

## Geografie
De oppervlakte van Sury-près-Léré bedraagt 17,8 km², de bevolkingsdichtheid is 31,3 inwoners per km².
De onderstaande kaart toont de ligging van Sury-près-Léré met de belangrijkste infrastructuur en aangrenzende gemeenten.

## Demografie
Onderstaande figuur toont het verloop van het inwonertal (bron: INSEE-tellingen).